# Humberto Álvarez López
Humberto Álvarez López (* 21. Februar 1943 in Medellin, Kolumbien; † 22. September 2024) war ein kolumbianischer Ornithologe.

## Leben
Álvarez López erlangte im November 1959 den Bachelor-Abschluss am Instituto Jorge Robledo. Von 1960 bis 1965 studierte er an der nationalen Fakultät für Landwirtschaft der Universidad Nacional de Colombia, wo er im August 1966 unter der Leitung von José Ignacio Borrero den Abschluss zum Forstingenieur machte. Seine Dissertation war über einen der ersten Nationalparks Kolumbiens, den Parque Nacional del Río León in der Subregion Urabá Antioquia, der durch Bananenplantagen zerstört wurde. Das Landwirtschaftsministerium von Antioquia veröffentlichte diese Dissertation 1968 unter dem Titel Estudio ecológico del Parque Nacional del Río León als Buch. 
Ab 1969 erfolgte ein Doktorandenstudium an der Cornell University, Ithaca, New York, wo er im August 1974 zum Ph.D. in Ökologie und Evolutionsbiologie promoviert wurde. 
Ab 1974 unterrichtete Álvarez López über 40 Jahre Lehrgänge in Ornithologie, Ökologie und Naturschutzbiologie an der Universidad del Valle in Cali, Valle del Cauca. Seit 1991 war er Professor emeritus. Er schrieb auch Essays für Fachzeitschriften und verfasste ein weiteres Buch: Introducción a las aves de Colombia, das vom US-amerikanischen Vogelzeichner Dana Gardner illustriert wurde. 1981 gehörte Álvarez-López zu den Mitbegründern der gemeinnützigen Organisation Sociedad Vallecaucana de Ornitología, eine Initiative, die sich der Förderung der Erhaltung von Vogellebensräumen und der Vogelbeobachtung widmet. Seit 2002 war er Präsident der Asociación Colombiana de Ornitologìa in Bogotá. Ferner war er Mitglied bei der Wilson Ornithological Society (seit 1971), der American Ornithological Society (seit 1973), der Association for Tropical Biology (seit 1973), der Cooper Ornithological Society (seit 1971), der Society for Conservation Biology (seit 1987), der Association for Field Ornithology (seit 1989), der Raptor Research Foundation (seit 1989), The Neotropical Ornithological Society (seit 1999) und der Asociación Colombiana de Ornitologìa (seit 2001).

## Dedikationsnamen
2017 benannten F. Gary Stiles, Oscar Laverde und Carlos Daniel Cadena den Tatamátapaculo (Scytalopus alvarezlopezi) zu Ehren von Humberto Álvarez López, den sie als dean of Colombian ornithology bezeichneten.